# Camí de Monistrol de Calders a la Closella
El Camí de Monistrol de Calders a la Closella és una pista forestal en algun tros i un corriol en d'altres dels termes municipals de Monistrol de Calders i de Castellcir, a la comarca del Moianès.
El camí arrenca de l'extrem sud-oriental del poble de Monistrol de Calders, a la masia de Saladic, a 502 metres d'altitud, des d'on davalla cap al nord-est, de seguida cap a l'est, per anar a trobar el fons de la vall de la riera de Sant Joan. Deixa a sota i a llevant el Camp de l'Illa, passa a migdia del Racó del Rovell, on gira i emprèn cap a llevant resseguint el Solell del Codro Llampat i fa la volta pel sud a la Daina, on troba el trencall, cap al sud, d'on arrenca el Camí de Monistrol de Calders a Granera. El camí de la Closella continua cap a l'est, passa al nord de l'Horta de Rubió, i poc després emprèn cap al nord-est, en el lloc on es desvia d'aquest camí el de Rubió.

El Camí de Monistrol de Calders a la Closella, respecte del terme de Castellcir

Continua pel costat nord-oest de la vall del torrent de Vall-llosera, que ja no deixa. Surt del terme monistrolenc al nord de la Baga de Vall-llosera, al sud-est del Codro Bressol, per entrar en terres de la Vall de Marfà, pertanyent a Castellcir, i arribar a la Closella, on acaba el seu recorregut.

## Etimologia
Com en el cas de la major part de camins, el nom que els designa és clarament descriptiu. En aquest cas, el nom del camí fa esment als dos extrems del camí: el poble de Monistrol de Calders i la masia de la Closella.